# Gračanica (Kosovo)
Gračanica (in serbo Грачаница?, Gračanica o in albanese Graçanicë) è una città del Kosovo, appartenente al distretto di Pristina.
Nel 2011 la sua popolazione era stimata in 10 675 abitanti.
Sorge attorno al monastero di Gračanica, dieci chilometri a est di Pristina. La guerra del Kosovo del 1999 e ciò che ne è seguito hanno trasformato Gračanica da un tranquillo villaggio nel centro amministrativo dei 75 000 Serbi del Kosovo che vivono a sud del fiume Ibar. In seguito agli accordi di Bruxelles del 2013, è previsto che il comune entri a far parte della comunità dei comuni serbi.

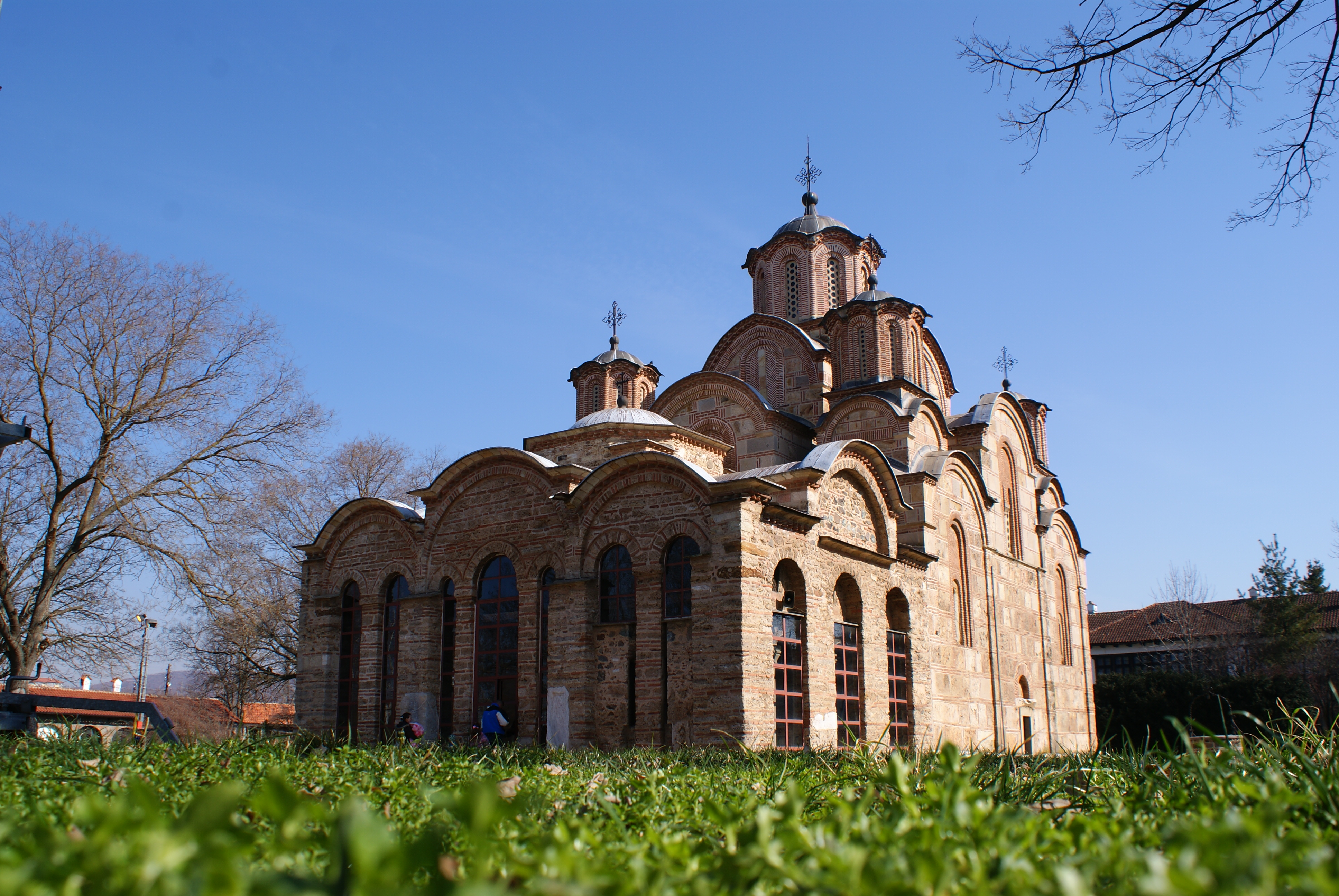
Monastero di Gračanica

## Geografia fisica
L'abitato è situato nell'ampia valle del fiume Gračanka, sulla cui sponda giace, allo sbocco della gola tra il monte Veletina (874 m) e il ripido monte Glasnovik a sud, e il monte Steževac (794 m) a nordest.

## Storia
Papa Benedetto IX menzionò il villaggio come Grazaniza in una lettera del 1303. Fu menzionata anche nell'atto di fondazione del monastero di Gračanica (1321) del re di Serbia Stefano Uroš II Milutin. Nel XV secolo l'insediamento costituiva un notevole centro commerciale. Fino al XVII secolo ebbe una notevole comunità ragusea. Pare che l'insediamento fosse stato abbandonato nel 1689, durante l'avanzata austriaca nel Kosovo nel corso della Guerra austro-turca. Nel 1901, consisteva di 60 case, tutte serbe, con 400 abitanti.

### Dal 2000 ad oggi
Il 6 giugno 2000, una granata fu gettata su una folla di persone di etnia serba che aspettava un autobus nella piazza principale, causando il ferimento di tre persone, cosa che provocò alcuni tumulti da parte di civili. Il 15 marzo 2004 un adolescente serbo fu ucciso da alcuni colpi d'arma da fuoco esplosi da un'auto nel villaggio di Čaglavica, che ricade in parte nel comune di Gračanica. Quest'evento portò alla rivolta del 2004 in Kosovo. Dopo la rivolta, un altro adolescente serbo di nome Dimitrije Popović fu ucciso nella stessa modalità da albanesi il 5 giugno 2004.
Il comune di Gračanica fu istituito dopo la dichiarazione di indipendenza del Kosovo del 2008, da parte del governo della Repubblica del Kosovo, staccando parti delle municipalità di Lipjan, Kosovo Polje e Pristina. Sebbene il nuovo comune sia abitato prevalentemente da Serbi, questa mossa non fu riconosciuta dal governo della Serbia, che non riconosce la Repubblica del Kosovo, e quindi nemmeno le sue variazioni amministrative.
Dopo gli accordi di Bruxelles del 2013 tra i governi di Serbia e Kosovo, la Serbia riconobbe le municipalità e l'amministrazione kosovara del territorio e i due Paesi si accordarono per creare una Comunità dei comuni serbi, che opererà entro il quadro legale del Kosovo.

## Geografia antropica
Gračanica si trova ad essere un'enclave serba dalla fine della guerra del Kosovo del 1999. Sorge lungo la strada tra Skopje e Pristina e unisce sotto la stessa amministrazione diversi villaggi vicini a maggioranza serba. L'enclave, che contiene ricchi terreni agricoli ed è situata strategicamente al centro geografico del Kosovo, su strade principali vicino a Pristina, è stata vista come una possibile minaccia da alcuni nazionalisti albanesi, per i quali sarebbe "un nido d'intrighi serbi".

### Insediamenti
Oltre alla cittadina di Gračanica, il comune comprende i seguenti villaggi (è riportata prima la denominazione in serbo, poi quella in albanese):
- Badovac / Badoc
- Batuše / Batushë
- Čaglavica / Çagllavicë (parte)
- Dobrotin / Dobratin
- Donja Gušterica / Gushtericë e Ulët
- Gornja Gušterica / Gushtericë e Epërme
- Laplje Selo / Llapllasellë
- Lepina / Lepi
- Livađe / Livagjë
- Preoce / Preoc
- Skulanevo / Skullan
- Sušica / Shushicë
- Suvi Do / Suhodoll
- Radevo / Radevë
- Ugljare / Uglarë

## Monumenti e luoghi d'interesse
Il monumento più insigne del territorio di Gračanica è il monastero omonimo, che il 13 luglio 2006, è stato iscritto Patrimonio dell'umanità dell'UNESCO; figura inoltre nell'elenco dei monumenti culturali d'importanza eccezionale della Repubblica Serba.

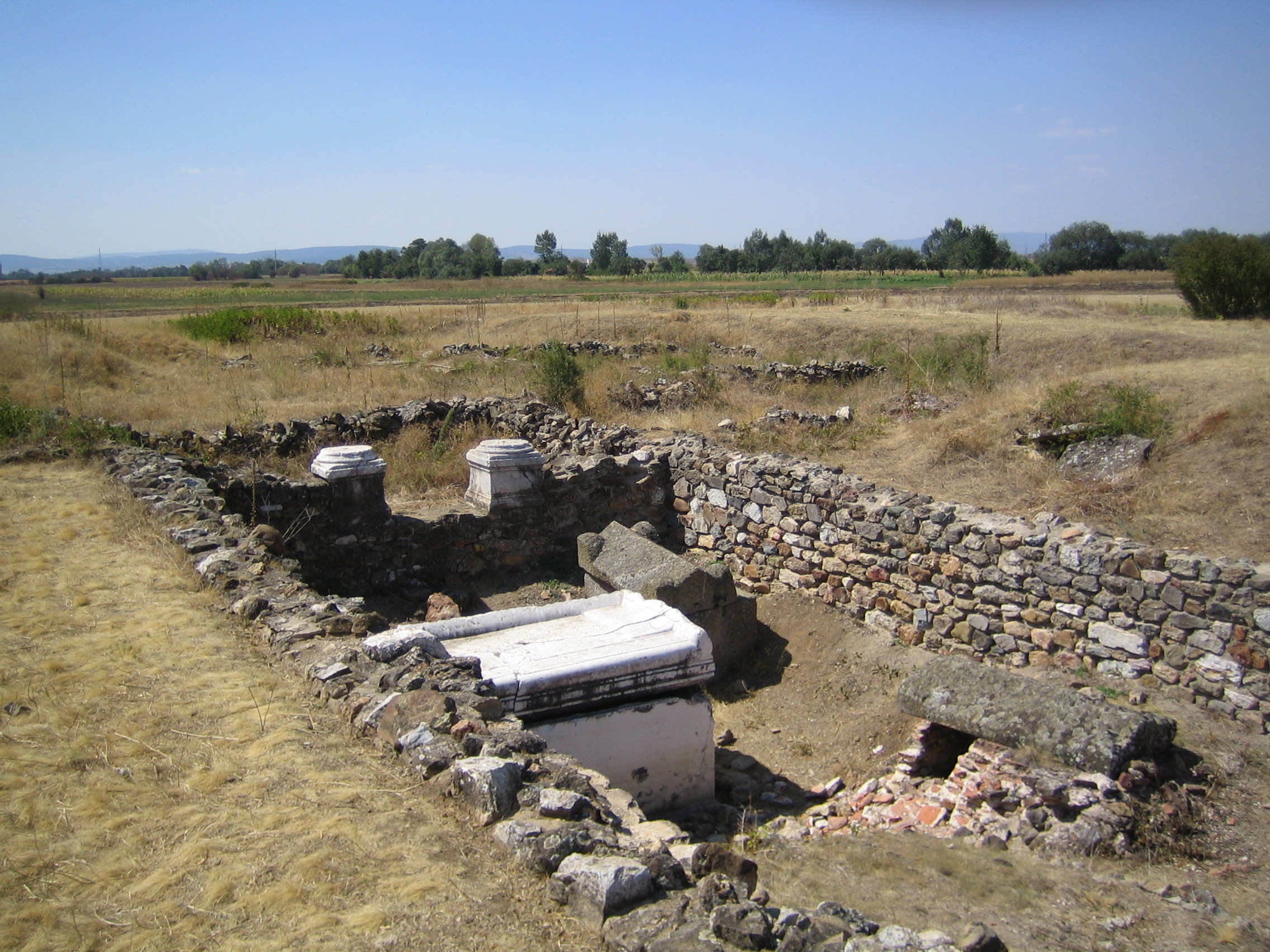
Il sito di Ulpiana

Nel territorio comunale si trova anche il sito archeologico romano di Ulpiana, risalente agli anni 98-118 durante l'impero di Marco Ulpio Traiano, a cui deve il nome; figura negli elenchi dei monumenti culturali dei siti archeologici d'importanza eccezionale in Serbia.
Si trovano nel comune di Gračanica anche il sito archeologico di Glladnica (neolitico) e una necropoli di epoca preistorica a Gračanica.

## Società

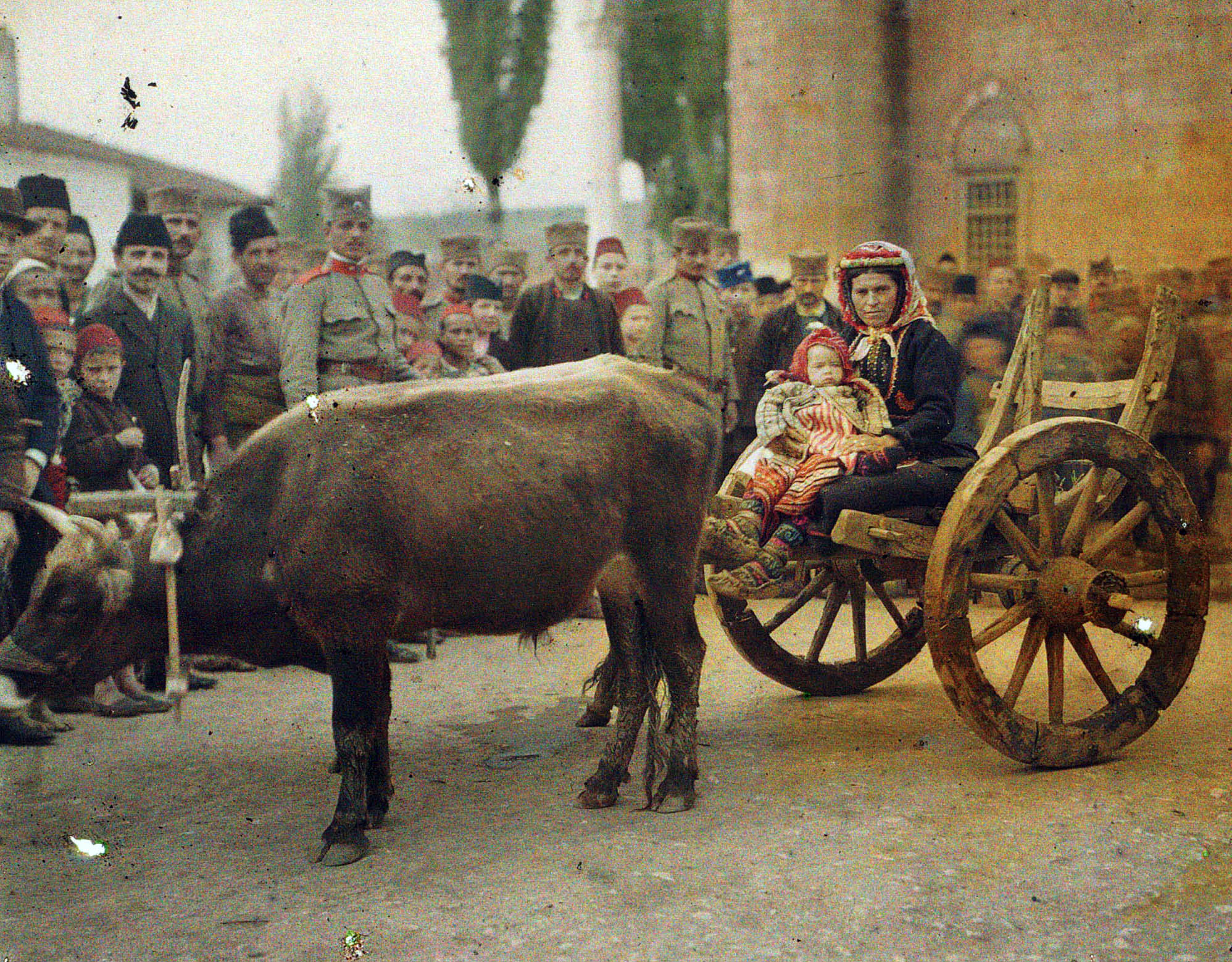
Soldati e paesani serbi nel 1913.

Secondo i risultati del censimento del 2011, il comune di Gračanica ha 10 675 abitanti. Sulla base delle stime di popolazione dall'Agenzia di Statistiche del Kosovo nel 2016, il comune ha 11 931 abitanti. Molti di questi sono profughi serbi che hanno abbandonato Pristina. Ci sono diverse stime per l'enclave nel suo complesso, che vanno da 10 500 a 13 000 abitanti distribuiti nei 15 villaggi che costituiscono l'enclave. L'enclave ha un raggio di circa dieci chilometri nel quale i Serbi godono di libertà di movimento e cercano di organizzarsi una vita normale.

### Evoluzione demografica
| Composizione etnica |       |      |          |      |      |     |         |     |        |     |        |     |            |     |          |     |       |     |                 |     |        |
| Anno/Etnia          | Serbi | %    | Albanesi | %    | Roma | %   | Ashkali | %   | Gorani | %   | Turchi | %   | Bosgnacchi | %   | Egiziani | %   | Altri | %   | Non specificati | %   | Totale |
| 2011                | 7 209 | 67,5 | 2 474    | 23,2 | 745  | 7,0 | 104     | 1,0 | 22     | 0,2 | 15     | 0,1 | 15         | 0,1 | 3        | 0,0 | 45    | 0,4 | 43              | 0,4 | 10 675 |

## Amministrazione
Le prime elezioni comunali si tennero il 15 novembre 2009. Il governo della Serbia chiese ai suoi connazionali di non partecipare alle elezioni, che non riconosceva, ma molti di loro vi presero ugualmente parte. Bojan Stojanović fu eletto sindaco.
La città di Gračanica è anche la sede provvisoria dell'amministrazione comunale di Pristina riconosciuta ufficialmente dal governo serbo. Le elezioni amministrative patrocinate dalla Serbia si tennero l'11 maggio 2008 e furono boicottate dagli albanesi, che considerano il Kosovo indipendente dalla Serbia, così vi parteciparono solo i serbi.